# Limbach (bei Kirn)
Limbach ist eine Ortsgemeinde im Landkreis Bad Kreuznach in Rheinland-Pfalz. Sie gehört der Verbandsgemeinde Kirner Land an.

## Geographie
Das Haufendorf liegt am gleichnamigen Limbach im Nordpfälzer Bergland. Der knapp drei Kilometer südsüdwestlich liegende Wohnplatz Welschrötherhof ist Teil der Ortsgemeinde. Im Osten befindet sich Bärweiler, im Süden Hundsbach und westlich liegt Becherbach bei Kirn.

## Geschichte
Im Mittelalter gehörte der Ort zum raugräflichen Amt Naumburg bzw. zum Gericht Becherbach, das um 1350 zur Hälfte, gegen Ende des 14. Jahrhunderts ganz in den Besitz der Grafen von Sponheim-Kreuznach kam. Das Kloster Otterberg war im Ort begütert. Zusammen mit Becherbach und Schmidthachenbach zählte Limbach zu den größten Orten im Amt Naumburg, das im 18. Jahrhundert unter der Landeshoheit des Markgrafen von Baden stand. Um 1600 gab es im Dorf 26 Haushaltungen. Auch Limbach war zur Abgabe von „Zollhafer“ an die Herren von Steinkallenfels verpflichtet, wenn die Limbacher Bauern den Kirner Markt beschickten.
Nach der Eroberung durch französische Revolutionstruppen kamen ab 1794 die Dörfer des Amts Naumburg, das 1776 dem Amt Herrstein angegliedert worden war, unter französische Herrschaft.
Limbach wurde zusammen mit Heimberg und Krebsweiler der Mairie Hundsbach im Kanton Meisenheim zugeordnet. Nach dem Ende der französischen Herrschaft wurde Becherbach wieder Amtsort für diese Gemeinden, die nun Bestandteil des hessen-homburgischen Oberamts Meisenheim waren. Während der landgräflichen Zeit erbauten in den Jahren 1858 bis 1860 evangelische Einwohner von Limbach eine neue spätgotische Kirche nach den Plänen des Meisenheimer Architekten Krausch. Die heutige katholische Kapelle wurde 1893/4 an der Stelle des alten Kirchplatzes errichtet.
Bis zum Jahr 1864 war das 380 Einwohner starke Dorf auf 56 Wohnhäuser angewachsen, die von insgesamt 94 Familien bewohnt wurden. 1866 wurde der Ort preußisch und kam nach Auflösung des Landkreises Meisenheim im Jahr 1932 zum Landkreis Bad Kreuznach. Als Bestandteil des Amts Becherbach kam Limbach nach dessen Auflösung im Jahr 1940 zum Amt Kirn-Land.

## Politik

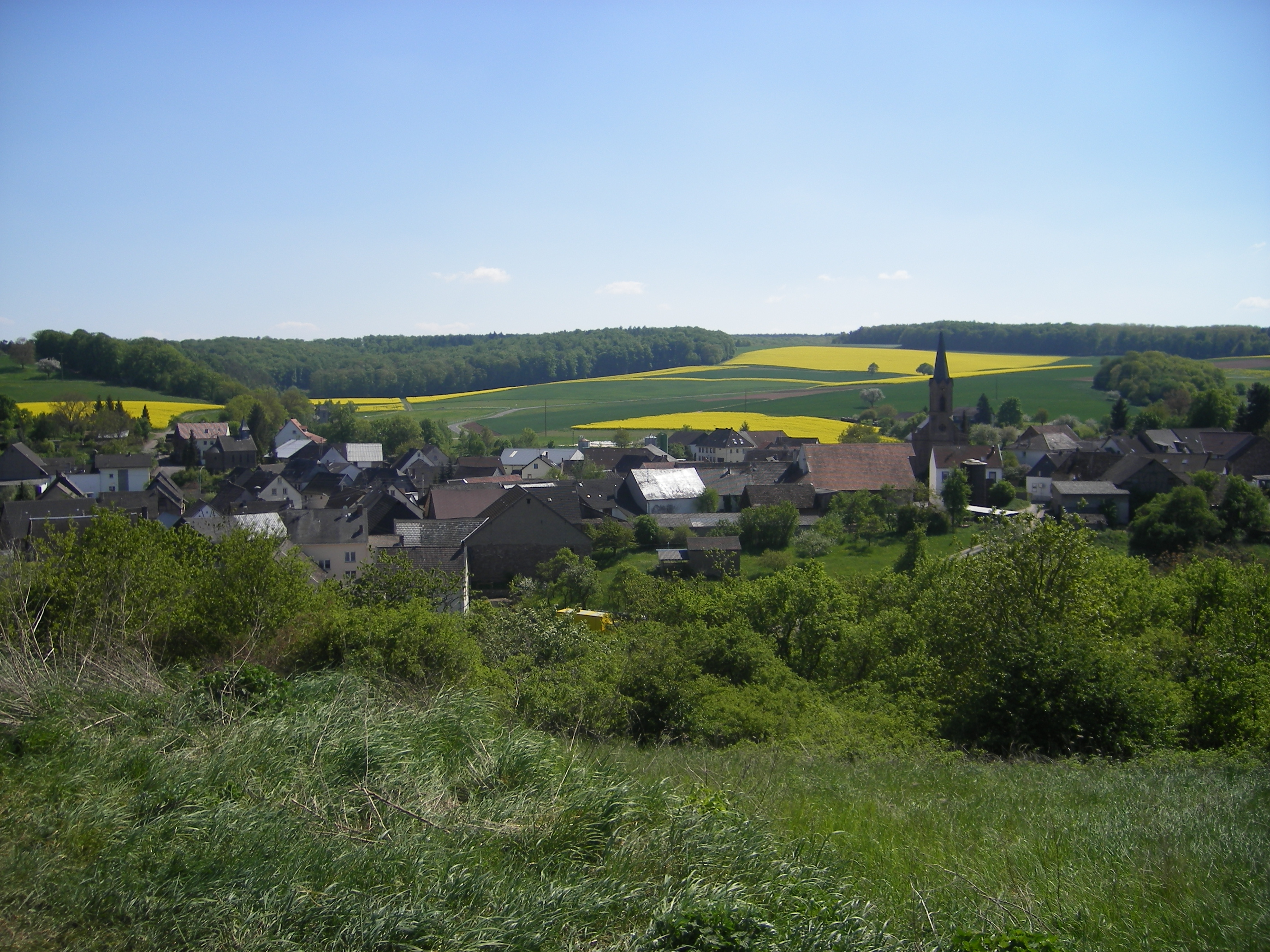
Blick auf Limbach

### Bürgermeister
Ortsbürgermeister ist Thorsten Pröschel. Bei der Kommunalwahl am 26. Mai 2019 war kein Kandidat angetreten, seine Wahl erfolgte daher durch den Gemeinderat. Er wurde Nachfolger von Alfons Ingenhaag, der nicht mehr kandidiert hatte.
Pröschel wurde im Juni 2024 wiedergewählt.

### Wappen
| Wappen von Limbach | Blasonierung: „In geteiltem Schild oben in Gold ein schwarzer Pflug, unten blau-gold geschacht.“ |
| Wappen von Limbach | Wappenbegründung: Der Pflug nimmt Bezug auf die bäuerlichen Struktur der Gemeinde Limbach (bis vor wenigen Jahren noch reine Bauerngemeinde). Das untere Feld blau-gold geschacht, nimmt Bezug auf die ehemalige Zugehörigkeit zur vorderen Grafschaft Sponheim. Der Gemeinderat beauftragte am 8. Dezember 1963 einen Grafiker, einen Entwurf für ein Gemeindewappen zu erarbeiten. In der Sitzung am 13. April 1965 nahm der Rat den vorgelegten Entwurf an. Nach Zustimmung durch das Staatsarchiv erteilte das Ministerium des Innern in Mainz am 12. Mai 1965 die Genehmigung zur Führung eines eigenen Wappens. |

## Kultur und Sehenswürdigkeiten

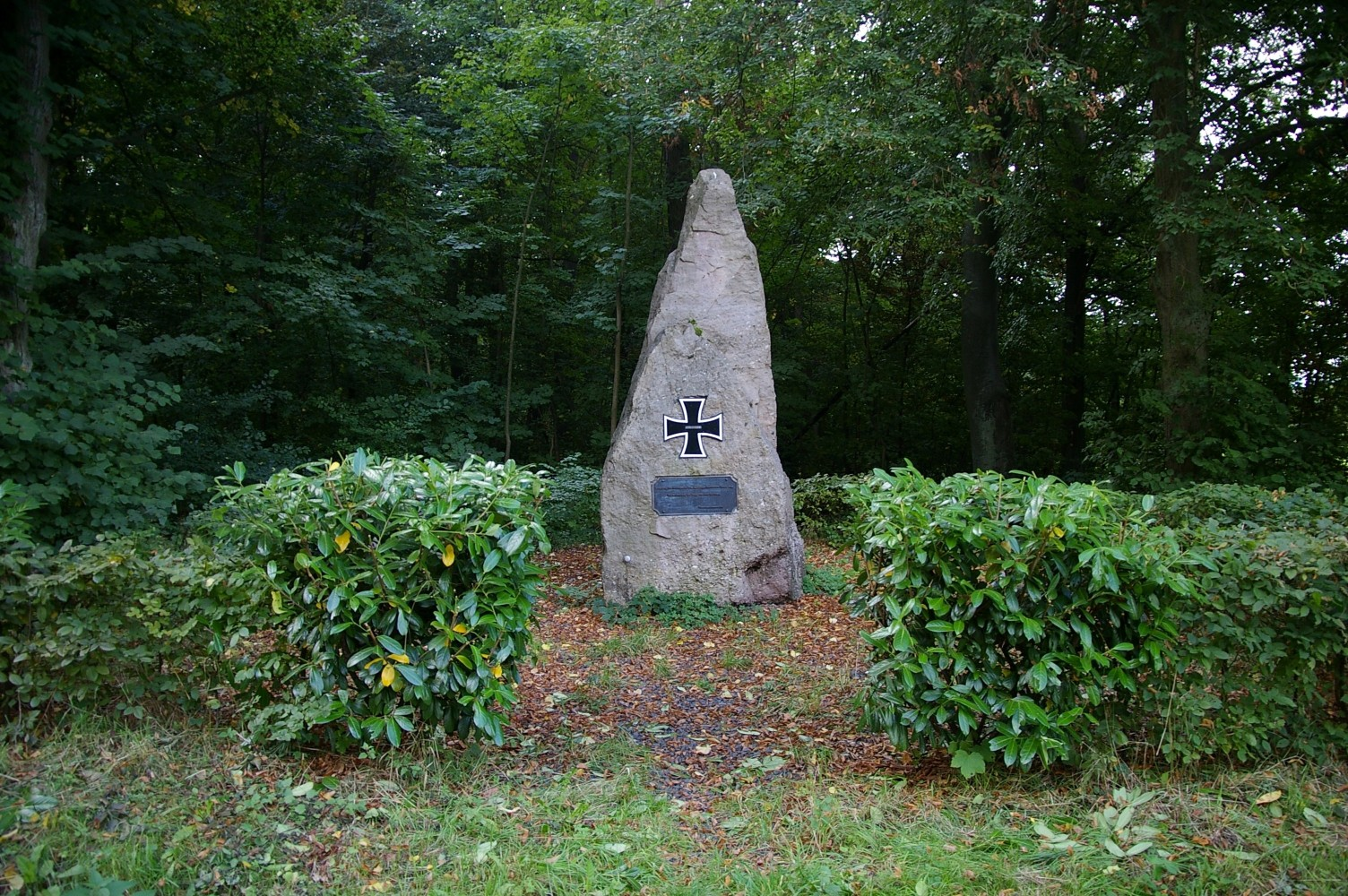
Das Denkmal von 1913

Die im neugotischen Stil gebaute evangelische Kirche stammt von 1860. Die katholische Kapelle wurde 1894 errichtet.
Südlich des Orts befindet sich an der Einmündung der Kreisstraße 71 in die Landesstraße 182 ein 1913 errichtetes Denkmal zur Erinnerung an die „Befreiung des Rheinlands von 12-jähriger feindlicher Besatzung“, mit dem an die Vertreibung der Franzosen durch Blücher im Jahre 1814 erinnert werden soll. Das Denkmal wurde 2001 grundsaniert.
Siehe auch: Liste der Kulturdenkmäler in Limbach

## Wirtschaft und Infrastruktur
Im Norden verläuft die Bundesstraße 41. In Kirn ist ein Bahnhof der Bahnstrecke Bingen–Saarbrücken.

## Persönlichkeiten
- Otto Warth (1845–1918), Architekt